# Rašeliniště Jizerky
Rašeliniště Jizerky je národní přírodní rezervace nalézající se severně od obce Kořenov, přesněji severozápadně od její horské osady Jizerka na území CHKO Jizerské hory. Předmětem ochrany jsou druhově bohaté smilkové louky, vrchoviště, přechodová rašeliniště a třasoviště a acidofilní smrčiny.

## Lokalita
Národní přírodní rezervace Rašeliniště Jizerky se nachází severozápadně od osady Jizerka, jež je součástí obce Kořenov, na území CHKO Jizerské hory. Rezervace leží v široké ploché pánvi v nadmořské výšce pohybující se od 850 do 880 m n. m. mezi vrcholy Bukovce, Pytláckých kamenů a Černého vrchu na ploše 114,87 ha. Rašeliniště se rozkládají v okolí meandrující říčky Jizerky a jejích přítoků.

## Historie

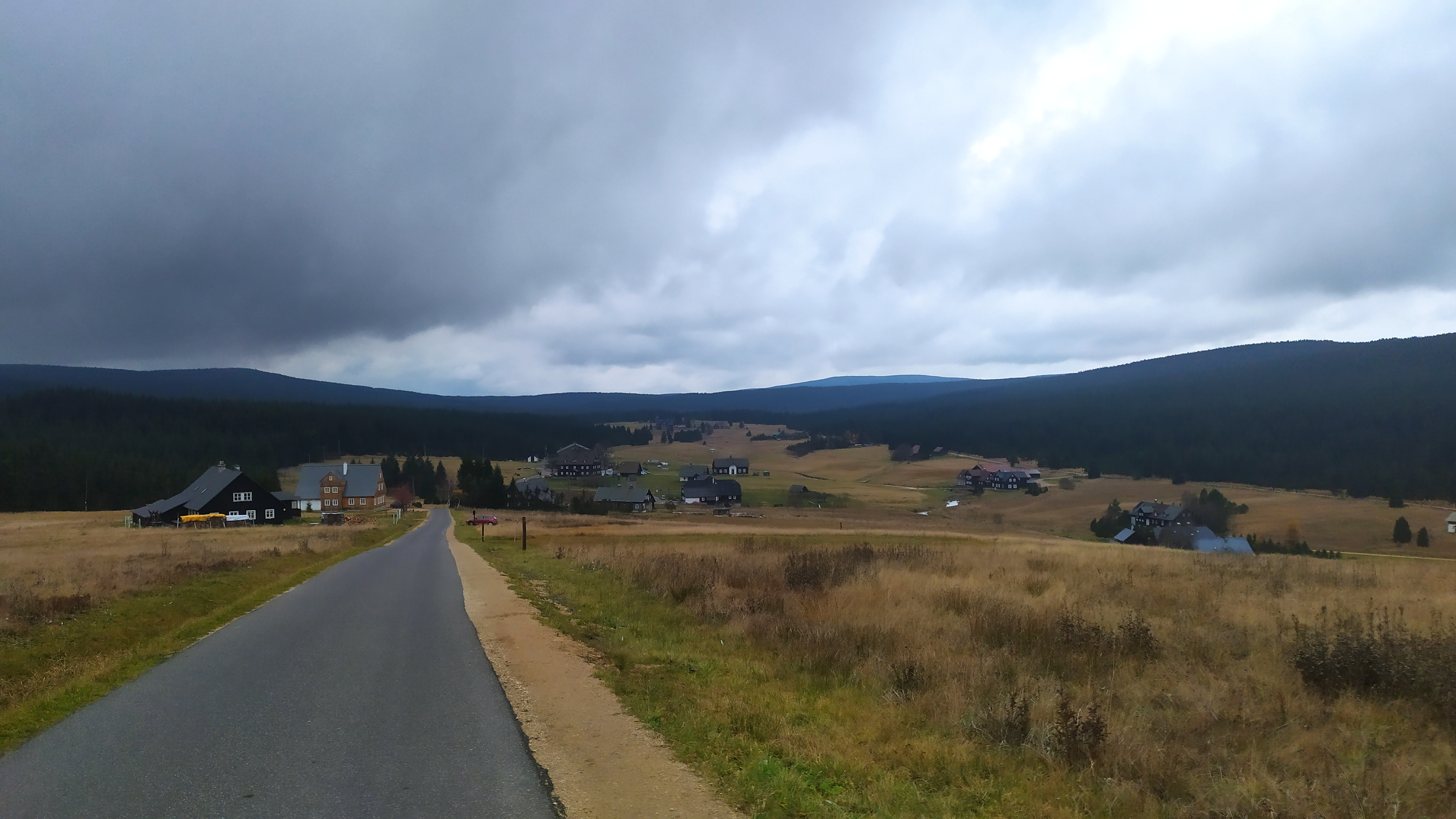
Pohled na osadu Jizerka od úpatí Bukovce.

Jizerská rašeliniště vznikla již v době ledové, kdy došlo k oteplení a tím pádem i k tání dlouholetých sněhů. Díky specifické krajině, která zahrnovala mělká údolí s pozvolnými svahy, dostatek pramenišť a žulový, nepropustný podklad, se zde voda začala dlouhodobě zadržovat a vznikaly tak mokřady. Na nich se před tisíci lety usadil nenáročný rašeliník.
Po roce 1960 se ve zdejší osadě usadili první majitelé se zájmem o přírodu. První maloplošné chráněné území, s názvem Státní přírodní rezervace Rašeliniště Jizerky, bylo vyhlášeno 21. června 1960. Nedlouho poté, roku 1968, bylo území zahrnuto do právě vznikajícího CHKO Jizerské hory. V roce 1971 zde vznikla 1. naučná stezka. V roce 1992 bylo vyhláškou Ministerstva životního prostředí č. 395/1992 Sb. převedeno do kategorie národní přírodní rezervace.
V září roku 2012 byla jizerská rašeliniště zapsána na Ramsarský seznam mezinárodně významných mokřadů.
Rašeliniště Jizerky patří i do seznamu Evropsky významných lokalit Natura 2000.

## Přírodní poměry

#### Geologie
Z hlediska geologické správní oblasti, patří oblast Jizerských hor do krkonošsko-jizerského masivu. Spodní vrstva je tvořena z porfyrického granodioritu, který je pokryt rašelinovou vrstvou. Podél vodních toků najdeme náplavy písku a štěrku. V potocích samotných, které rašeliniště protínají, se pak vyskytují některé minerály jako safíry, rubíny, zirkony a drahé kovy.

#### Pedologie
Na území rašeliniště je půdní horizont tvořen zejména postupně odumírajícím rašeliníkem, tudíž zde převládá organosol. Mocnost rašeliny tvoří v některých místech až šest metrů.

#### Hydrologie
Rašeliništěm prochází bohatá říční síť. Hlavní tok tvoří potok Jizerka, která se všemi svými rameny výrazně zvlhčuje území. Dalšími významnými toky jsou Pařezový, Safírový a Hlinitý potok. Potoky, se vlévají do Jizery, která se pod Káraným vlévá do Labe, a patří tedy k úmoří Severního moře.

#### Flóra
Kyselý charakter půdy tvoří specifické podloží, které osidlují jen vybrané druhy rostlin. Dominantní je zde rašeliník, jehož tisíciletá populace tvoří samotný podklad rašeliniště, na kterém můžeme najít různé druhy suchopýru nebo ze vzácnějších druhů například rosnatku okrouhlolistou (Drosera rotundifolia), kyhanku sivolistou (Andromeda polifolia) nebo silně ohroženou šichu černou (Empetrum nigrum) či blatnici bahenní (Scheuchzeria palustris). Keřové a stromové patro pak tvoří borovice kleč (Pinus mugo), jeřáb ptačí (Sorbus aucuparia), bříza karpatská (Betula carpatica) nebo jalovec obecný nízký (Juniperus communis ssp. alpina).

#### Houby
Z hub zde můžeme najít typické zástupce smrkových, bukových i smíšených lesů. Je to například muchomůrka červená (Amanita muscaria), holubinka jahodová (Russula paludosa), holubinka mandlová (Russula vesca), hřib hnědý (Imleria badia), hřib koloděj (Suillellus luridus) nebo hřib smrkový (Boletus edulis). Ze vzácných druhů zde roste třeba pazoubek zelený (Microglossum viride), voskovka Reidova (Hygrocybe reidii), voskovka vroubkovaná (Hygrocybe coccineocrenata), helmovka velkovýtrusná (Mycena megaspora) nebo outkovečka citrónová (Antrodiella citrinella).

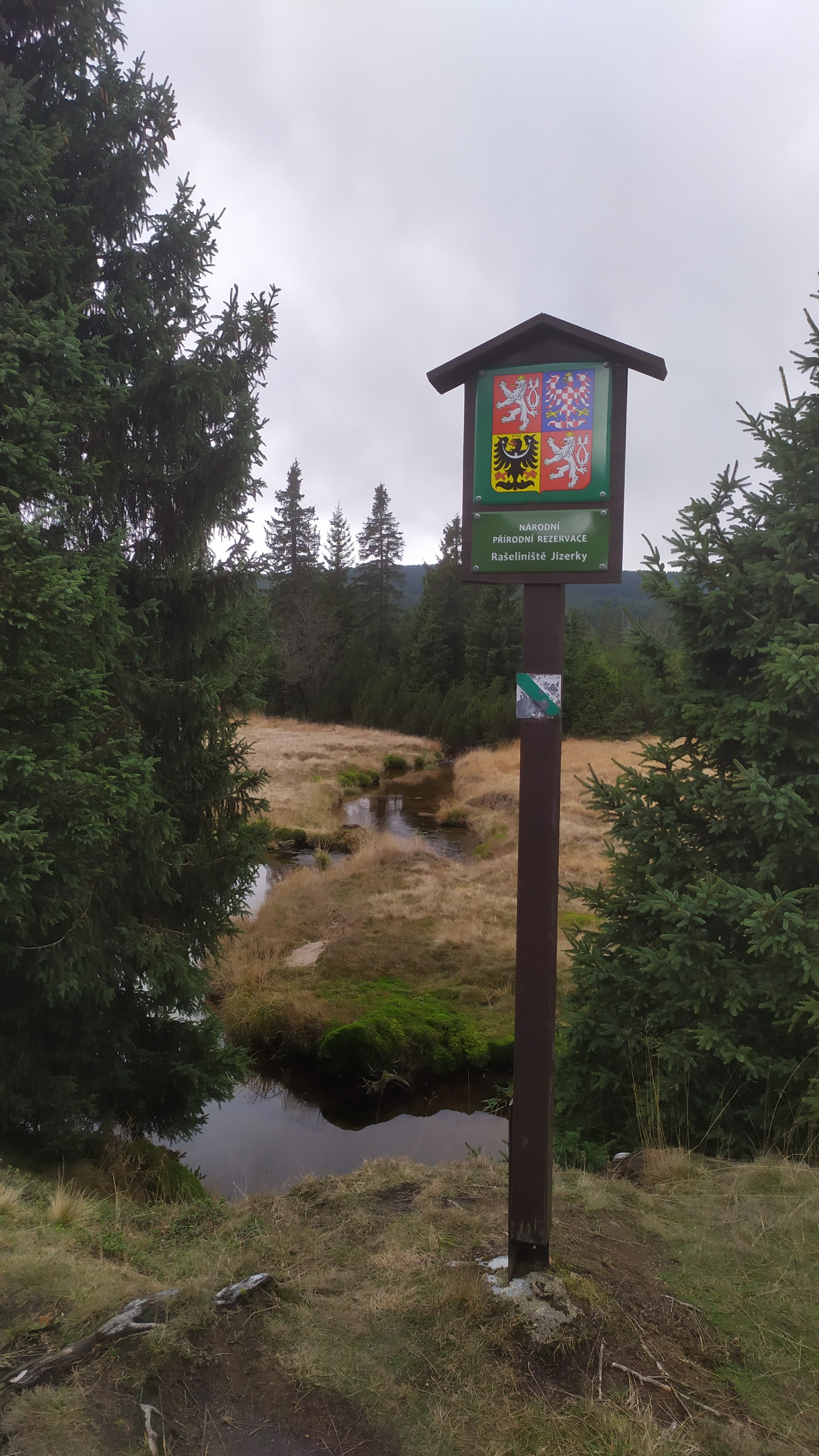
Pohled na meandry říčky Jizerka a přilehlá rašeliniště, z naučné stezky Tři iseriny.

#### Fauna
Rašeliniště jsou cenným biotopem nejen díky vzácným rostlinám, ale také díky živočichům, kteří tuto specifickou oblast obývají. Zástupci hmyzu, kteří zde našli příhodné podmínky pro život jsou například makadlovka horská (Chionodes viduella) nebo slíďák vrchovištní (Arctosa alpigena). Z vážek pak šídlo horské (Anax caerulea) nebo lesklice severská (Somatochlora arctica). Zastoupeny jsou i různé druhy potápníků a střevlíků. Mezi pravidelně hnízdící ptáky v místních mokřadech patří bekasina otavní (Gallinago gallinago), jeřáb popelavý (Grus grus) nebo tetřívek obecný (Lyrurus tetrix), který je zde nyní silně ohroženým druhem. Obojživelníky zastupuje například čolek horský (Ichthyosaura alpestris), hady poté zmije obecná (Vipera berus). Dříve se v Jizerských horách, a tudíž i zde, na rašeliništích vyskytovali medvědi, vlci nebo divoká prasata. Ti byli ale vlivem člověka vyhubeni, a tak dnes už zde najdeme především vysokou zvěř - srnce, daňky a vzácně i muflony. Vedle vysoké zvěře je zde zastoupená i liška obecná (Vulpes vulpes) a kuna lesní (Martes martes). Z menších savců se zde vyskytuje i rejsek obecný (Sorex araneus) a rejsek malý (Sorex minutus).

## Ochrana
Území rašeliniště bylo do 20. století silně poškozeno. Docházelo k řízenému odvodňování rašelinišť a hojnému lovu divoké zvěře. Situaci nepomohl ani nález a intenzivní těžba drahých kovů v Jizeře a v okolních potocích.
Nyní patří podle Agentury ochrany přírody a krajiny území rezervace do I. zóny CHKO Jizerské hory. Jedná se tedy o území s nejvýznamnějšími přírodními hodnotami, jež vyžadují vysoký stupeň ochrany. 
Cílem projektu ochrany je zachování a další rozvoj původních biotopů, a také snaha o co nejmenší lidský zásah, při sebe obnově biotopu.
Péče o krajinu probíhá v souladu s krajinotvorným programem Ministerstva životního prostředí.  Jedním ze způsobů ochrany je řízená pastva skotu na jizerských, původně smilkových loukách. Stádo náhorního skotu svou pastvou narušuje stávající porost, čímž podpoří výskyt dalších rostlin (prha arnika (Arnica montana), všivec lesní (Pedicularis sylvatica), různé druhy hořců, zvonků atd.), a tedy i původní diverzitu těchto luk.

## Turismus
Rašeliniště Jizerky, stejně tak jako okolní oblast obce Kořenov, patří k oblíbeným turistickým místům díky dobré dostupnosti autem. Okolí je vhodné na pěší turistiku, cyklistiku i běžecké lyžování. Turisté často míří přímo k osadě Jizerka, kde se nachází velké parkoviště. Dále zde můžeme nalézt například Muzeum Jizerských hor či Hnojový dům. Vstup na rašeliniště vede po dřevěných lávkách, ale je omezen s ohledem na hlavní cíl rezervace - ponechat krajině prostor pro vývoj bez nadbytečné lidské činnosti. 

Panorama Rašeliniště Jizerky